# Sagen genåbnet
|  | Denne artikel omhandler BBC-serien. For filmen, se Waking the Dead (film). |
Sagen genåbnet (engelsk: Waking the Dead) er en britisk tv-serie fra BBC, der handler om en politigruppe i London, der har som opgave at arbejde med kriminalsager, der tidligere er blevet lukket.
Serien blev indledt i 2000, og siden har der været udsendt ni sæsoner af episoder med i alt 92 afsnit på hver ca. 60 minutter. Afsnittene hænger sammen to og to, og i Danmark, hvor serien sendes på DR2, har man samlet hver af dobbeltafsnittene og udsendt dem som ét afsnit. Hvert dobbeltafsnit omfatter en afsluttet sag.
Der er til og med 2009 produceret i alt 82 afsnit (41 dobbeltafsnit). Et af seriens afsnit vandt en Emmy-pris i 2004.

## Hovedpersonerne
Politigruppen består af følgende medlemmer:
- Peter Boyd, spillet af Trevor Eve. Boyd er leder af gruppen og en til tider kolerisk person, der kan gå hårdt til mistænkte og andre involverede i sagerne. Hans fortid og privatliv har en tendens til at flette sig ind i arbejdet og sagerne.
- Dr. Grace Foley, spillet af Sue Johnston. Dr. Foley er psykolog med mange års erfaring og har til opgave at opstille psykologisk profil på mistænkte. Ind imellem fungerer hun dog også i mere almindelige politimæssige funktioner som for eksempel afhøring, og hun kan ofte virke som rolig modvægt til Boyd.
- Spencer Jordan, spillet af Wil Johnson, er en dygtig politimand, der tager sig af opgaver som afhøring, informationssøgning og overvågning, men medvirker også i mere actionprægede sammenhænge. Han er tidligere blevet skudt af en kollega, hvilket bliver centralt i et afsnit.
- Stella Goodman, spillet af Félicité du Jeu, overtog pladsen i teamet efter Mel Silvers død (fra 2005-sæsonen). I begyndelsen er Boyd ret fjendtligt indstillet over for hende, men han ender dog med at acceptere hende.
- Eve Lockhart, spillet af Tara Fitzgerald, er patolog fra og med 2007-sæsonen. Hun har tidligere været udsendt i Bosnien og har lige som sine forgængere evner på en række områder, hvor det drejer sig om at finde spor på gerningssteder samt på ofre.

Tidligere har følgende været med i gruppen:
- Amelia "Mel" Silver, spillet af Claire Goose til og med 2004-sæsonen. Hun fungerer lidt som Dr. Foley som modvægt til Boyd, og hun tager heller ikke altid hans forklaringer for gode varer. Det afsløres undervejs, at hun som barn blev fjernet fra sin mor pga. dennes psykiske ustabilitet. Hun finder også ud af, at hun ikke er enebarn og får forbindelse til sin mor. Hun bliver dræbt i afsnittet Shadowplays, men i den følgende sæson optræder hun fortsat indirekte, da afdelingen får tilsendt ting, der siges at have tilhørt hende.
- Frankie Wharton, spillet af Holly Aird til og med 2004-sæsonen, var den første patolog i gruppen. Hun blev skrevet ud af serien, da skuespilleren Holly Aird blev gravid.
- Felix Gibson, spillet af Esther Hall i 2005-sæsonen, afløste Frankie Wharton som patolog.